# Samsung Galaxy A33 5G
El Samsung Galaxy A33 5G es un teléfono inteligente basado en Android de gama media-alta desarrollado y fabricado por SAMSUNG como parte de su serie Galaxy A. Fue anunciado el 17 de marzo de 2022 en el evento Samsung Galaxy Unpacked junto con el Galaxy A53 5G y el Galaxy A73 5G.

## Diseño
La pantalla está protegida con la tecnología Corning Gorilla Glass 5. El panel trasero y el lateral están hechos de plástico esmerilado.
En la parte posterior, el teléfono inteligente es similar al Samsung Galaxy A53 5G y al Samsung Galaxy A73 5G. A diferencia de su antecesor, el Samsung Galaxy A32, no tiene un conector de audio de 3,5 mm. También tiene protección contra la humedad y el polvo según el estándar IP67.
En la parte inferior está el conector USB-C, el altavoz y el micrófono. El segundo micrófono se encuentra en la parte superior y, según la versión, una ranura para 1 tarjeta SIM y otra para una memoria microSD de hasta 1 TB o una ranura híbrida para 2 tarjetas SIM. En el lado derecho están los botones de volumen y el botón función respectivamente.
Fue presentado en 4 colores a elegir: Awesome Black (negro), Awesome White (blanco), Awesome Blue (azul) y Awesome Peach (melocotón).
| Color | Nombre        |
| ----- | ------------- |
|       | Awesome Black |
|       | Awesome White |
|       | Awesome Blue  |
|       | Awesome Peach |

## Especificaciones

### Hardware
El Galaxy A33 5G es un smartphone con factor de forma tipo pizarra, que tiene un tamaño de 159,7 × 74 × 8,1 mm y un peso de 186 gramos.
El dispositivo está equipado con conectividad GSM, HSPA, LTE y 5G, Wi-Fi 802. A/b/g/n/ac de doble banda con compatibilidad con Bluetooth 5 Wi-Fi Direct y hotspot.1 con A2DP y LE, GPS con BeiDou, Galileo, GLONASS y QZSS y NFC. Tiene un puerto USB-C 2.0 pero el jack de audio está ausente. Es resistente al agua y al polvo con certificación IP67.
Tiene una pantalla táctil de 6,5 pulgadas de diagonal, tipo Super AMOLED Infinity-U, esquinas redondeadas y resolución FHD+ de 1080×2400 píxeles. Admite una frecuencia de actualización de 90 Hz. Como protección usa Gorilla Glass 5.
El usuario no puede extraer la batería de polímero de litio de 5000 mAh. Admite carga ultrarrápida a 25W.
El chipset es un Samsung Exynos 1200 con una CPU octogonal (2 núcleos a 2,4 GHz + 6 núcleos a 2 GHz). La memoria interna tipo eMMC 5.1 es de 128/256 GB ampliable con microSD hasta 1 TB, mientras que la memoria RAM es de 6 u 8 GB (según la versión elegida).
La cámara trasera tiene un sensor principal de 48 MP con apertura f/. La D-SLR-Focus está equipada con un modo PDAF, OIS, HDR y flash LED, capaz de grabar hasta 4K a 30 fotogramas por segundo, mientras que la cámara frontal es única de 13 MP con grabación.

### Software
El equipo se ejecuta con Android 12 bajo la capa de One UI 4.1.